# Chambre anéchoïque

Structure anéchoïque.

Une chambre anéchoïque (ou « chambre sourde ») est une salle d'expérimentation dont les parois absorbent les ondes sonores ou électromagnétiques, en reproduisant des conditions de champ libre et ne provoquant donc pas d'écho pouvant perturber les mesures.
De telles chambres sont utilisées pour mesurer des ondes acoustiques ou électromagnétiques dans des conditions de champ libre, c'est-à-dire en l'absence de composantes ayant subi une réverbération sur des parois.
L'équivalent subaquatique existe, avec les piscines anéchoïques par exemple utilisées par les militaires pour produire des revêtements acoustiques complexes (élastomères découplant ou anéchoïques) comme la tuile anéchoïque et autres peintures susceptibles d'absorber ou réduire les échos radars ou de sonars pour les sous-marins,,, coques de navires ou ROV, etc.

## Chambre anéchoïque acoustique

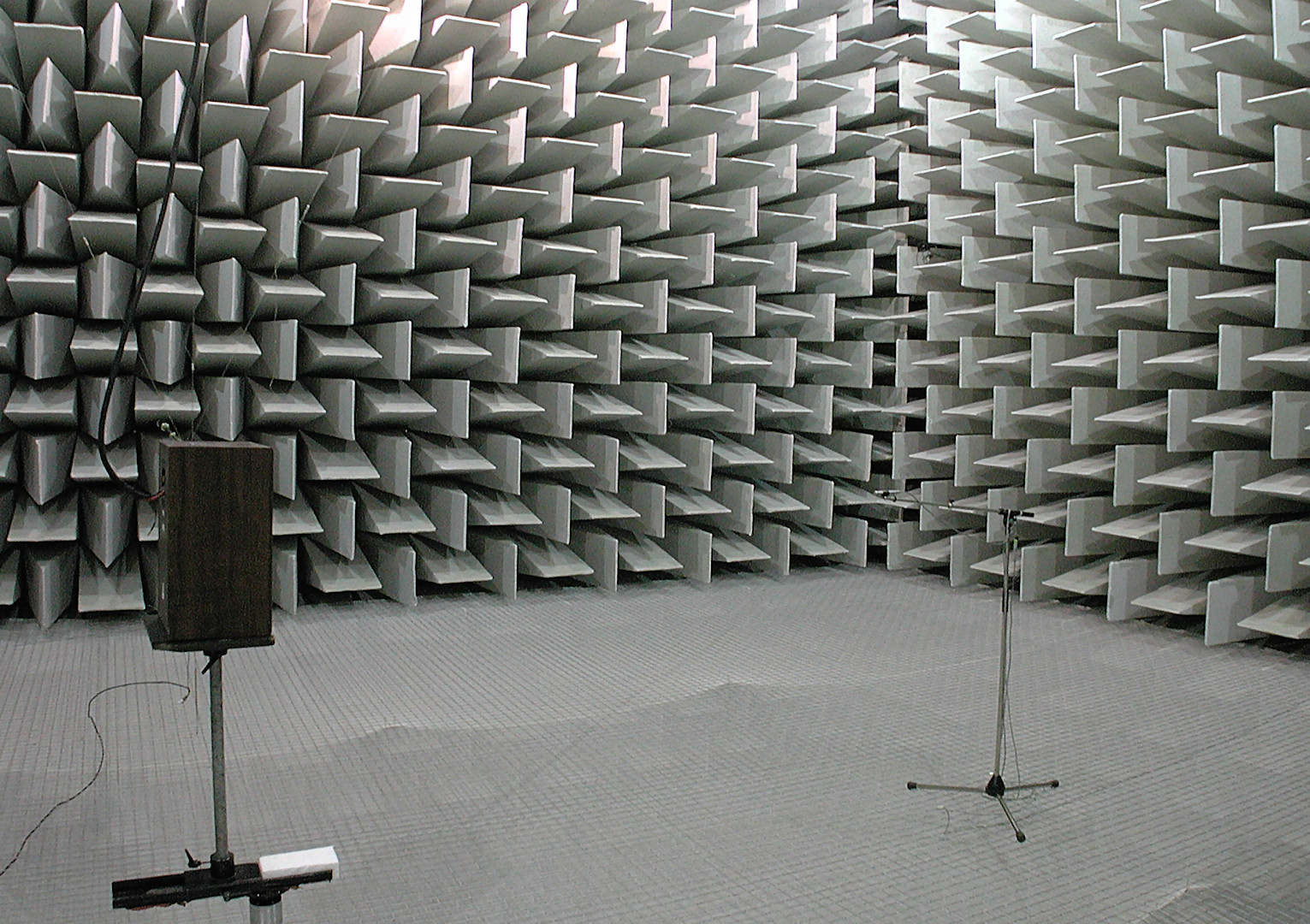
Chambre anéchoïque du Laboratoire national de métrologie et d'essais

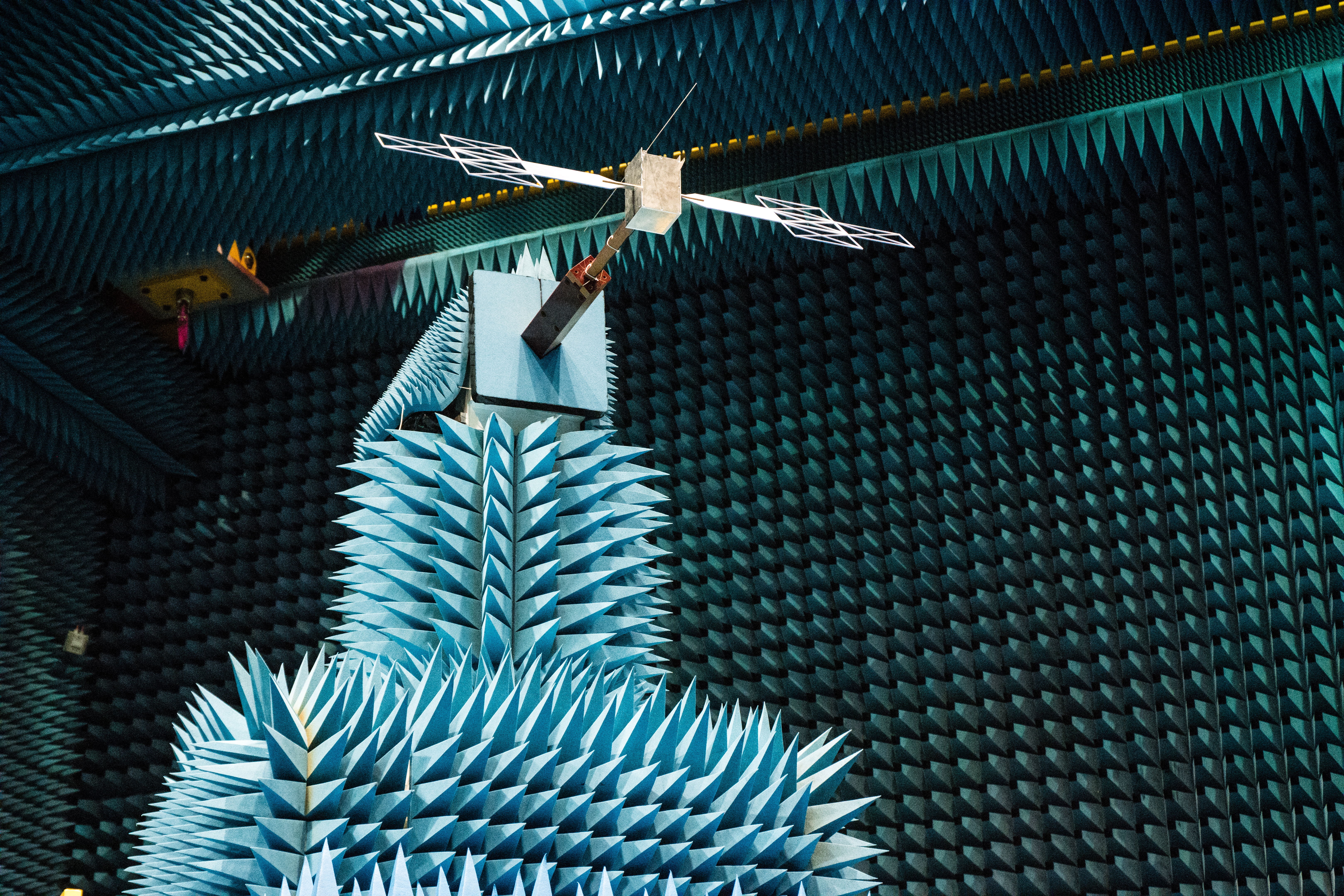
Chambre utilisant un matériau (mousse) absorbant pyramidal, testant ici l'antenne dipôle de 16 m de long (ici réduite à l'échelle 1:18) du radar RIME de la future mission Juice d'exploration des grandes lunes de Jupiter, dans l'installation Hertz ESA24856935 de l'ESA à Noordwijk, aux Pays-Bas. Ce radar doit sonder à distance le "sol" glacé de ces "lunes" jusqu'à 9 km de profondeur, avec une résolution verticale comprise de 50 à 140 m.

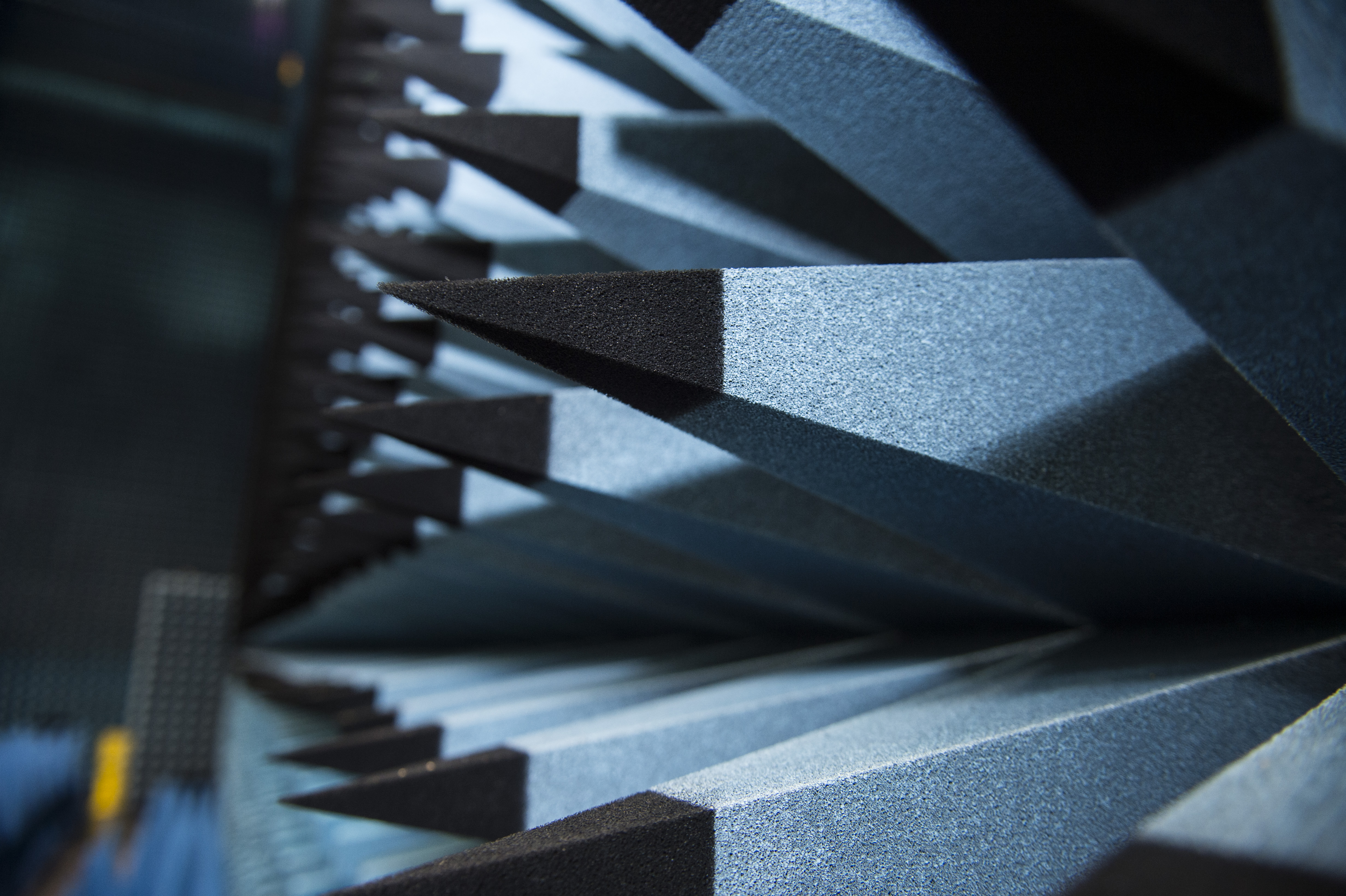
Pyramides de mousse « anéchoïque » absorbant les ondes, imprégnées de carbone (mur de la chambre d'essai de l'ESA, simulant le vide spatial pour tester des objets envoyés dans l'espace.

La « chambre anéchoïque acoustique » (appelée aussi « chambre sourde ») est une chambre recouverte de dièdres (parfois de polyèdres) constitués généralement d'un matériau poreux (mousse polymère, fibres de verre) absorbant les ondes sonores. La qualité de l'absorption varie selon la taille de ces dièdres et des propriétés du matériau utilisé. 
Ce type de chambre permet de recréer artificiellement des conditions dites de « champ libre » (le son se propage sans réflexion). Elle peut servir aux essais de directivité ou de sensibilité d'un microphone comme à la mesure de la bande passante d'un haut-parleur ou d'une enceinte acoustique. Elles servent également à positionner les sources de bruit les plus importantes d'une machine, ou à la mesure de puissance acoustique en s'affranchissant du bruit extérieur. Contrairement à ce qui serait souhaitable, les chambres anéchoïques ne le sont pas sur toute l'étendue du spectre sonore : elles présentent une limite basse, liée à leurs dimensions et aux longueurs d'onde en cause, en dessous de laquelle les conditions de champ libre ne sont plus réunies et donc les mesures effectuées dépourvues de validité.
On trouve aussi des chambres semi-anéchoïques, dont la particularité est d'avoir un plancher réfléchissant, recréant donc des conditions de semi champ libre. Ce dernier type est courant dans certains domaines, en particulier dans l'industrie automobile, car il permet les essais sur du matériel lourd (moteur, véhicule complet), ainsi que l'intégration dans le sol de bancs sur rouleaux. En outre, les chambres semi-anéchoïques sont de construction plus aisée.
Le centre technique de l'ESA aux Pays-Bas utilise, pour absorber les ondes, des pyramides une mousse « anéchoïque » imprégnées de carbone (photo ci contre, vues ici dans la chambre d'essai Hertz de l'ESA) permettant de simuler le vide infini de l'espace, pour tester des matériels satellitaires ou de sondes spatiales. Les parois et objets recouverts de cette mousse absorbent les signaux radio, permettant des tests de radiofréquences sans aucune réflexion déformante induites par les parois de la chambre. Cette mousse absorbe aussi le son, ce qui fait de ces chambres des lieux de travail étrangement silencieux. Cette chambre est isolée et dispose de parois métalliques qui bloquent toute énergie électromagnétique externe (ondes de diffusion de radiotélévision et de téléphonie mobile notamment), et elle offre des moyens polyvalents de mesurer les performances de radiofréquence d'un objet. D'autres installations de test de radiofréquences de l'ESA - dont destinées aux tests d'antennes compactes - et la chambre Maxwell pour évaluer la compatibilité électromagnétique des systèmes satellitaires sont également recouvertes de cette mousse.
Une chambre anéchoïque acoustique, dite « chambre sourde », a été créée dans les laboratoires d’Orfield, situés dans la ville de Minneapolis, aux États-Unis. Cette pièce absorberait plus de 99,9 % des sons émis, ce qui permet des expériences, notamment pour la Nasa. Le créateur de cette pièce, Steven Orfield, interviewé par un journaliste du Daily Mail déclare : 
« Nous défions les gens de s’y asseoir dans le noir […] Dans le silence, les oreilles s’adaptent. Plus la chambre est silencieuse, plus vous entendrez de choses. Vous entendrez battre votre cœur, parfois vous pourrez entendre vos poumons, votre estomac gargouillant bruyamment. Dans une chambre anéchoïque, vous devenez le son […] »
Selon son créateur, personne ne peut rester dans cette pièce plus de 45 minutes sans perdre ses repères, en proie à des hallucinations. Cependant, d'autres témoignages ne rapportent pas de tels effets.
À Paris, l'Ircam dispose d'un chambre anéchoïque, habituellement visitable lorsque l'institut participe aux journées du patrimoine.

## Chambre anéchoïque électromagnétique

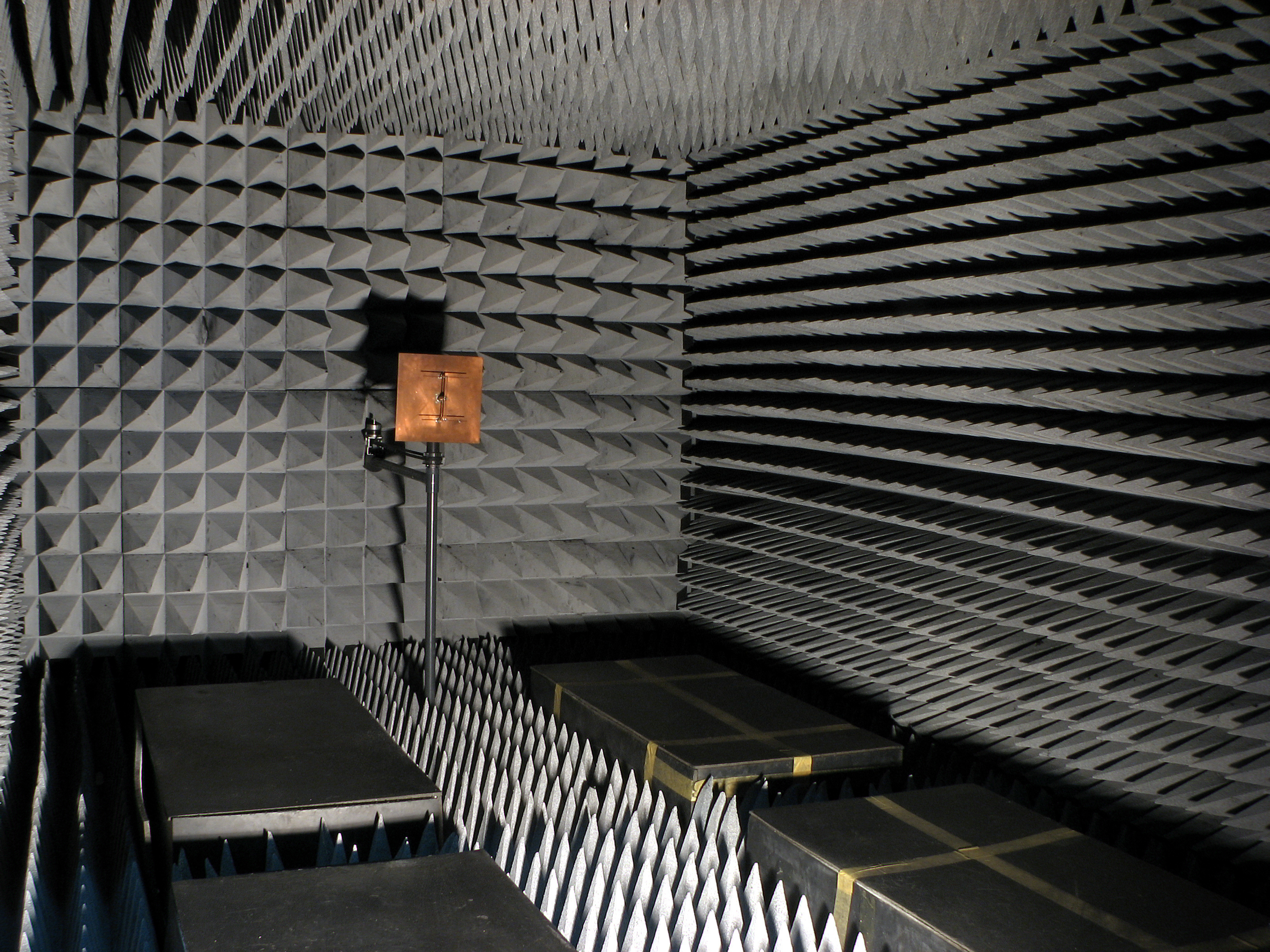
Chambre anéchoïque électromagnétique.

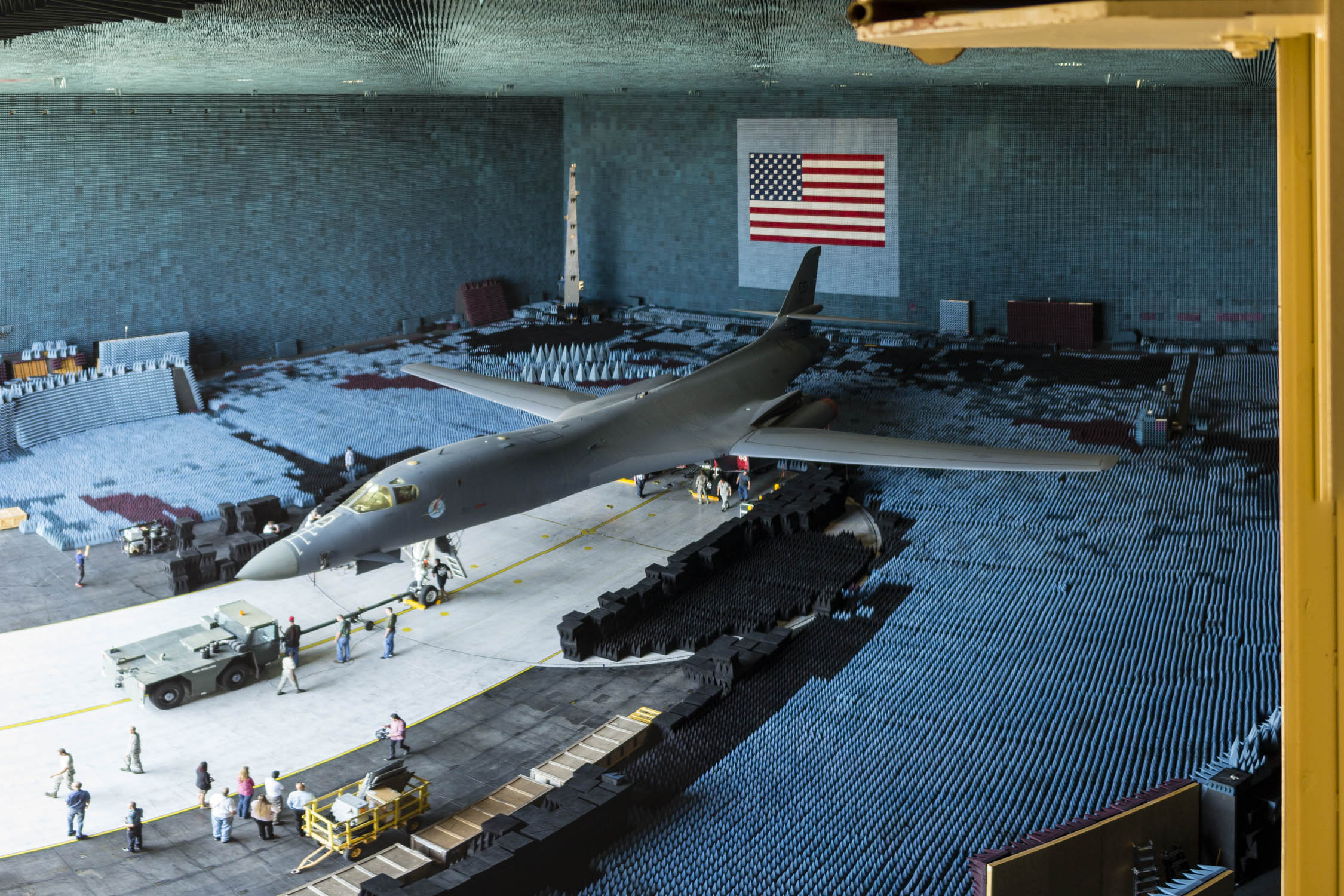
Un Rockwell B-1 Lancer dans la Benefield Anechoic Facility, la plus grande chambre anéchoïque du monde.

La « chambre anéchoïque électromagnétique » est un local aux parois (murs, plafond, mais pas systématiquement le plancher) recouvert de matériaux absorbant le champ électromagnétique et atténuant sa rétrodiffusion (voir Matériau absorbant les ondes émises par les radars) :
- pyramides de mousse de polyuréthane chargée d'un complexe à base de carbone (suffisantes aux fréquences élevées et aux faibles puissances) ;
- carreaux de ferrite, seuls ou en combinaison avec des absorbants pyramidaux.

Si le plancher n'est pas couvert, il peut être alors réfléchissant (miroir conducteur, aboutissant à doubler la hauteur électrique du local par image électrique) ; on parle alors de chambre semi-anéchoïque. Les chambres (semi-)anéchoïques sont utilisées principalement comme site de mesure de :
1. « base champ proche » ou « base compacte », pour la mesure d'antennes ou de réflecteurs (on peut accéder aux caractéristiques « champ lointain » par calcul), le local étant le plus souvent une structure en bois ;
2. CEM, auquel cas le local utilisé est systématiquement une cage de Faraday.

Une telle chambre sert notamment à mesurer les perturbations électromagnétiques par rayonnement, d'appareils électroniques. Ces mesures sont nécessaires afin de vérifier les niveaux de champ électromagnétique émis par tous les matériels fonctionnant avec de l'électricité. On les utilise aussi bien en qualification militaire que pour les matériels industriels et civils, beaucoup plus souvent en Europe depuis 1996, date de mise en application obligatoire de la directive 89/336/CEE concernant la compatibilité électromagnétique (improprement appelée normes CE) et depuis bien plus longtemps encore aux États-Unis pour les normes FCC. D'ailleurs, ces normes civiles se référant à des documents écrits principalement par le CISPR exigent une chambre semi-anéchoïque, c'est-à-dire avec un sol parfaitement conducteur et réfléchissant, tandis que les cinq autres parois sont totalement absorbantes. Pour les mesures de perturbations conduites (généralement  en dessous de 30 MHz) la chambre anéchoïque n'est pas forcément nécessaire ni même préconisée par les documents normatifs, mais elle permet cependant de réaliser des mesures plus reproductibles en évitant les réflexions des ondes rayonnées vers les parois pouvant alors se recoupler par induction sur les câbles objets des mesures en conduction. Les mesures d'antennes en espace libre (gain avant, rapport avant/arrière, diagramme de rayonnement, bande passante, etc.) peuvent être effectuées en chambre anéchoïque à l'abri des parasites et de l'influence du sol et autres obstacles.
La plus grande au monde en 2016 est officiellement la Benefield Anechoic Facility située sur à Edwards Air Force Base en Californie et achevée en juillet 1989. Elle mesure 80,4 m de long, 76,2 m de large et 21,3 m de haut. La chambre anéchoïque de l'Office national d'études et de recherches aérospatiales (ONERA) est accessible aux laboratoires et aux entreprises dans le cadre de leurs études R&D.